# Iso Kortejärvi
Iso Kortejärvi är en sjö i kommunen Kouvola i landskapet Kymmenedalen i Finland. Sjön ligger 76,7 meter över havet. Arean är 2,29 kvadratkilometer och strandlinjen är 9,61 kilometer lång. Sjön  ingår i Kymmene älvs huvudavrinningsområde.   Den ligger omkring 69 km norr om Kotka och omkring 130 km nordöst om Helsingfors. 
I sjön finns öarna Palosaari och Kivisaari. Söder om Iso Kortejärvi ligger Sonnanjärvi. 